# Festival interceltique de Lorient 1981
La 11e édition du Festival interceltique de Lorient se déroule du 7 au 16 août 1981.
Il accueille des artistes venus d'Irlande, d'Ecosse, du pays de Galles, de Galice, de Cornouailles, de l'île de Man et de Bretagne.
Willy Brandt, ancien chancelier allemand et membre du Parlement européen, rend visite au festival.
« Le Pub » , un nouvel espace de concerts implanté place de l'Hôtel de Ville, est créé.
Un grand nombre d'artistes (ensembles musicaux, cercles de danse, chœurs, etc.) animent les diverses manifestations du festival. On peut citer notamment Brenda Wootton avec le Newlyn Male Choir (Cornouailles), les groupes Hom Bru (en), Ossian (en), Xocaloma (es), le Bagad de Lann Bihoué, le Vale of Atholl Pipe Band (en), Mooinjer Veggey (Île de Man) ou Novos Ventos (Galice). Le concert de Jean-Michel Caradec prévu au stade du Moustoir est annulé à la suite du décès du chanteur le 29 juillet 1981.

## Manifestations
Le festival compte chaque jour de nombreuses activités culturelles, mais aussi sportives ou culinaires, dans différents lieux de la ville.

### Stade du Moustoir
- Concert de Jean-Michel Caradec (Annulé).
- Finale du Championnat national des bagadoù au Parc du Moustoir, remportée pour la seconde fois par le bagad d'Auray[4].
- « Nuit des cornemuses interceltiques », avec le palmarès du championnat et de nombreux bagadoù, pipe bands, chœurs, etc.
- « Festival des danses celtiques » (3 500 participants).
- 3 « Grandes Nuits » pour la Bretagne, l'Écosse et l'Île de Man, l'Irlande et la Galice.
- « Nuit interceltique du folk ».

### Palais des Congrès
- « Trophée MacAllan » pour soliste de Great Highland bagpipe, remporté par Patrick Molard pour la seconde année consécutive[5].
- Concours de batterie.
- 4 concerts de folk irlandais, écossais, de Bretagne et de Galice.
- 2 soirées galloise et cornouaillaise.
- Concert de musique celtique pour guitare.
- Cotriade.
- Première Rencontre des télévisions des pays celtiques, avec le concours de FR3 Bretagne.
- Concours de fléchettes.
- Cabaret breton tous les soirs.

### Chapiteau des expositions, place Auguste Nayel
- Concert de Brenda Wootton et le Newlyn Male Choir.
- 3 concerts des cornemuses de Galice, d'Ecosse et d'Irlande.
- Concert d'instruments traditionnels de Bretagne.
- Concert de musique traditionnelle des Flandres et du Berry.
- Signatures des écrivains bretons.
- Poètes de Bretagne, « La Mer dans la poésie bretonne ».
- Exposition « Art et artisanat d'art des pays celtes » présentant le travail de plus de 250 peintres, graveurs, sculpteurs, potiers, tisserands, etc. issus des sept pays celtes.

### Places et rues de la ville
- Baleadenn Veur, « Grande parade des nations celtes et des pays de Bretagne », un défilé folklorique de bagadoù, cercles celtiques et autres délégations venues d'Ecosse, d'Irlande, de Galice, du pays de Galles et de Cornouailles (3 500 participants).
- Le « Triomphe des Nations Celtes », avec tous les bagadoù, pipe bands et danseurs du festival.
- 2 « Fest Noz Vraz » place de l'Hôtel de ville.
- Nuit du port de pêche, avenue de la Perrière.
- Parade des athlètes des pays celtes, accompagnée de 7 pipe bands et bagadoù (300 participants).
- « Relais de la Flamme celte ».
- Défilés et concerts tous les jours dans les rues et les quartiers périphériques.

### Église Saint-Louis
- Messe solennelle en breton.
- Concert des chorales galloises et galiciennes.
- Concert d'orgue et bombarde et de harpe celtique.
- Brenda Wootton et le Newlyn Male Choir.

### Autres
- Initiation à la danse bretonne.
- Exposition sur « Le Costume breton et des pays celtiques » au Salon de l'Hôtel de Ville.
- Exposition « La Vie rurale dans les Highlands d'Ecosse ».
- Université populaire bretonne d'été (UPBE), comprenant les cours « L'Histoire par l'archéologie » et « La langue bretonne ».
- Rencontres autour de films d'inspiration celtique (Plogoff, des pierres contre des fusils, Excalibur, Le Cheval d'orgueil et  Le Seigneur des Anneaux) au cinéma Studio Merville.
- Filaje, Soirée vannetaise	au Plateau des 4 vents.
- Pièce de théâtre Iannick Skolan au Plateau des 4 vents.
- Challenge nautique des sports de la rade : « Transrad » en double à la godille, dans le bassin à flot.
- Championnat interceltique des sports traditionnels au Parc du Bois du château.
- Coupe interceltique de golf au Golf Saint-Laurent.
- Premier Tournoi interceltique de bridge.
- Grand concours le « Poisson du Festival » dans les restaurants.

## Document vidéo
- Reportage Festival inter-celtique Lorient au journal de 20h de TF1 du 13 août 1981 présenté par Jean-Claude Bourret, sur le site de l'INA - durée : 4'41".